# Huanoquite (distrito)
O distrito peruano de Huanoquite é um dos 9 distritos da Província de Paruro, situada no Departamento de Cusco, Peru.

## Transporte
O distrito de Huanoquite é servido pela seguinte rodovia:
- CU-118, que liga o distrito  de Ccapià cidade de Yaurisque [1][2][3]